# Tour d'Amérique du Sud (automobile)
Le Tour d'Amérique du Sud automobile (ou Rally Vuelta a América del Sur, ou Marathon-Tour of South America) est la plus longue compétition de rallye marathon jamais organisée, une seule fois en 1978 durant plus d'un mois. L'épreuve couvre alors une distance totale de près de 20000 miles (28.592 kilomètres très exactement, en 25 étapes), entre tronçons d'épreuves et parcours de liaisons.

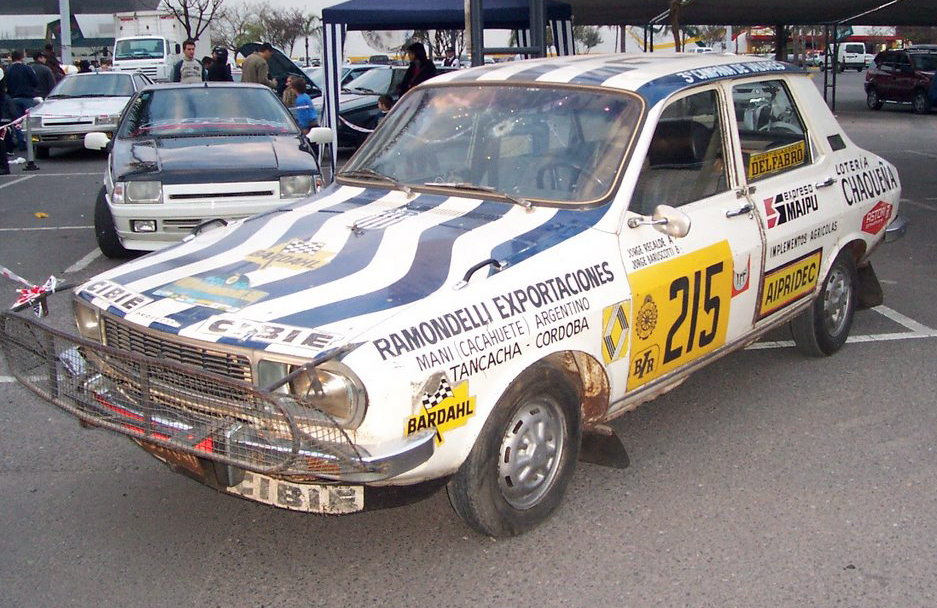
La Renault 12TS de l'argentin J. Recalde, vainqueur de classe B à l'issue de l'épreuve.

## Histoire
Elle se dispute grâce à l'Automóvil Club Argentino juste après la Coupe du monde de football 1978 selon un trajet Buenos Aires-Caracas-Buenos Aires à travers dix pays (Argentine, Uruguay, Paraguay, Venezuela, Colombie, Brésil, Équateur, Pérou, Bolivie, Chili, et encore Argentine), avec 57 voitures au départ le 17 août de la même année. Elle s'inspire d'une compétition presque à l'identique disputée trente ans auparavant, en 1948, dont le vainqueur fut Domingo Marimón devant les frères Galvez.
Trois grandes classes sont distinguées alors: en A trois équipages libanais sur Volkswagen 1300 sont à remarquer (vainqueur de classe les brésiliens Christiano Nayaagard et Neri Reolón); Jorge Recalde participe sur Renault 12TS en classe B avec Jorge Buroscotti pour copilote (ils remportent celle-ci), et le duo péruvien Henry Bradley-Peter Kube est rattaché à la classe C où il s'impose également, sur Toyota Corona.
Les Mercedes officielles de classe 5 litre SLC, quant à elles en classe D -la plus puissante- font leurs débuts en compétitions de rallyes-raids "off-road" durant cette course, éprouvante tant pour les hommes que pour les matériels. Dans cette classe on retrouve aussi des Ford Falcon 221 et des Citroën CX 2400.
Des primes à la vitesse sont instituées sur certaines portions de routes, avec des gains chronométriques à la clé. Les réparations ne sont autorisées que durant quelques heures avant l'élimination et uniquement avec des outils embarqués, sur des véhicules ne pouvant être tractés et ne pouvant être poussés que par le pilote et le copilote, quel que soit le climat.
Seulement un tiers des équipages engagés (24 exactement) rallient en fait l'arrivée, au point même du départ, l'après-midi d'un 24 septembre pluvieux devant une foule conséquente, après une dernière étape de 1080 kilomètres. Malgré tous les vicissitudes du parcours, les quatre SLC Mercedes-Benz et trois des quatre 280E engagées par le constructeur arrivent à bon port pour la marque à l'étoile.
Le plan de course traverse en 39 jours entre autres les solitudes des montagnes andines, les déserts de la Patagonie et les chaleurs du Mato Grosso, ainsi que de vastes régions forestières tropicales aux larges rivières.
Fort du succès populaire rencontré, l'Automóvil Club Argentino organise dès l'année suivante le premier Rallye du CODASUR (Confederación Deportiva Automovilística Sudamericana), qui devient à son tour dès la saison suivante le Rallye d'Argentine comptabilisé en Championnat du monde des rallyes.

## Palmarès
- Vainqueurs:  Andrew Cowan /  Colin Malkin, sur Mercedes 450SLC (5.0) (V8 de 230CV, à boîte automatique);
  - 2e:  Sobiesław Zasada /  Andrzej Zembruski, aussi sur Mercedes 450 SLC (5.0);
  - 3e:  Tony Fowkes /  Klaus Kaiser, sur Mercedes 280E;
  - 4e:  Timo Mäkinen /  Jean Todt, sur Mercedes 450SLC (5.0) ;

## Sources
- Magazine El Mundo del Automóvil;
- Recoletos.es;
- rallyargentina.com;
- Home.no;
- DaimlerChrysler.com;
- datsunhistory.com;
- Research-Racing.de.